# Saint-Jean-de-Vaux
Saint-Jean-de-Vaux ist eine französische Gemeinde mit 389 Einwohnern (Stand: 1. Januar 2022) im Département Saône-et-Loire in der Region Bourgogne-Franche-Comté (vor 2016 Bourgogne). Die Gemeinde gehört zum Arrondissement Chalon-sur-Saône und zum Kanton Givry. Die Einwohner werden Vallijeannois und Vallijeannoises genannt.

## Lage
Saint-Jean-de-Vaux liegt etwa 13 Kilometer westnordwestlich von Chalon-sur-Saône. Umgeben wird Saint-Jean-de-Vaux von den Nachbargemeinden Saint-Martin-sous-Montaigu im Norden und Osten, Saint-Denis-de-Vaux im Süden und Südosten, Barizey im Südwesten sowie Saint-Mard-de-Vaux im Westen und Nordwesten.

## Bevölkerung
| Jahr                      | 1962 | 1968 | 1975 | 1982 | 1990 | 1999 | 2006 | 2011 | 2016 |
| ------------------------- | ---- | ---- | ---- | ---- | ---- | ---- | ---- | ---- | ---- |
| Einwohnerzahl             | 314  | 240  | 292  | 319  | 314  | 324  | 373  | 406  | 405  |
| Quelle: Cassini und INSEE |      |      |      |      |      |      |      |      |      |

## Sehenswürdigkeiten
- Kirche Saint-Jean-Baptiste
- Wegekreuz, errichtet 1622, seit 1927 als Monument historique klassifiziert

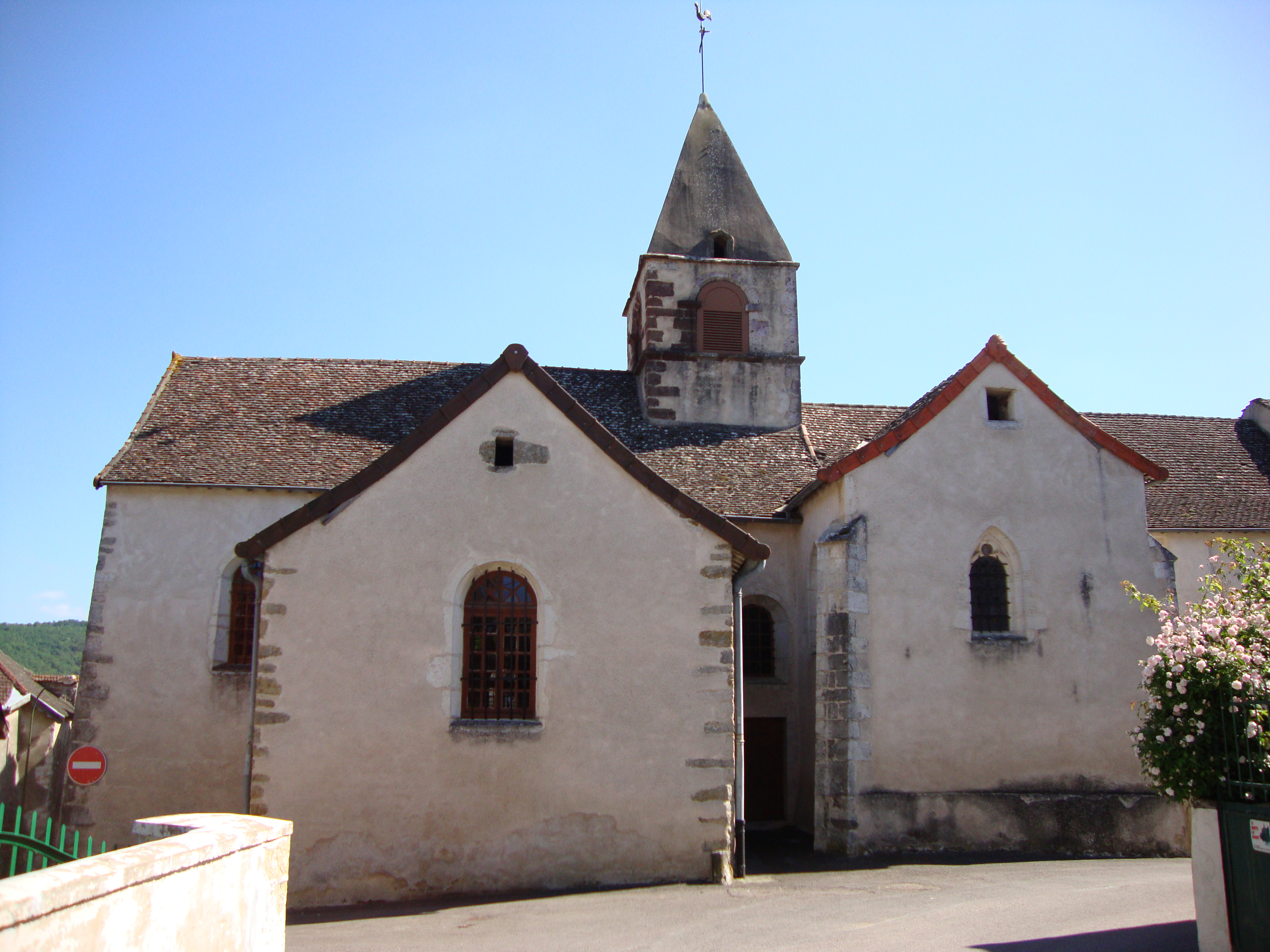
Kirche Saint-Jean-Baptiste
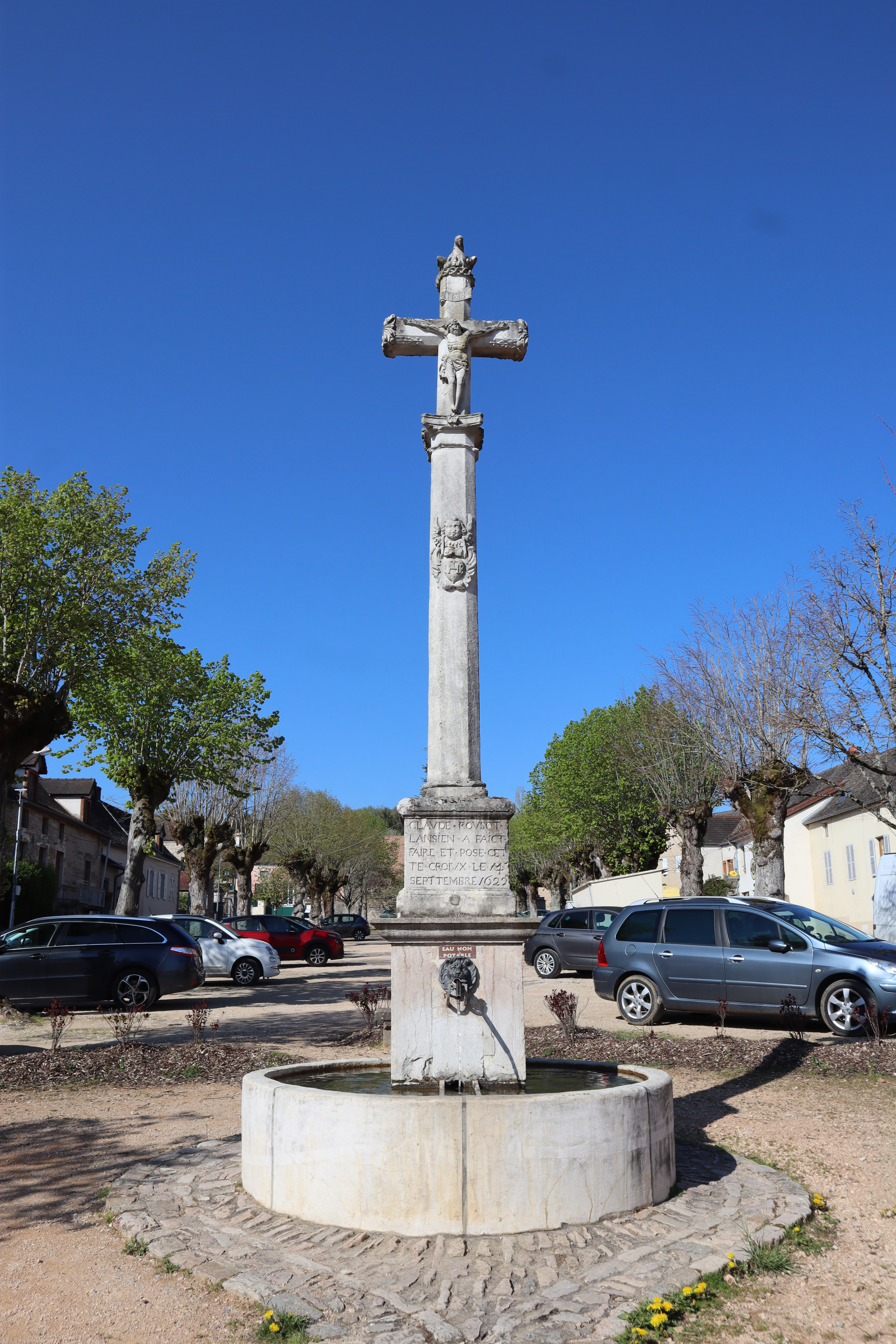
Wegekreuz